# Бунин, Владимир Васильевич
Владимир Васильевич Бу́нин (1908—1970) — советский композитор. Лауреат Сталинской премии второй степени (1949).

## Биография
В. В. Бунин родился 11 (24) июля 1908 года в Скопине (ныне Рязанская область). В 1931 году окончил Омский музыкальный техникум по классу композиции М. И. Невитова, в 1938 году — МГК имени П. И. Чайковского по классу композиции и в 1939 году аспирантуру у А. Н. Александрова, в 1939—1941 годах — ассистент кафедры инструментовки (руководитель А. М. Веприк). В 1943—1944 годах инспектор Главного управления музыкальных учреждений СССР, в 1949—1952 годах редактор Музгиза, в 1949—1952 годах художественный руководитель МГОФ.
В. В. Бунин умер 23 марта 1970 года в Москве.

## Творчество
- симфонии (1943, 1948)
- симфонические поэмы
  - «На полях моей Родины» (1965)
  - «Россия» (1968)
  - «Поэма о Ленине» (1969)
- рапсодия «Румынские напевы» (1964)
- марш (1949)
- песни
- концерты
  - для скрипки (1952)
  - для фортепиано (1965)

## Награды и премии
- Сталинская премия второй степени (1949) — за симфонию № 2[1]